# Бе-2500
Бе-2500 «Непту́н» — советский и российский проект сверхтяжёлого транспортного самолёта-амфибии, разрабатывавшийся с конца 1980-х годов на таганрогском ТАНТК имени Г. М. Бериева. Является самым большим в истории из когда-либо задуманных гидросамолётов.
Данный проект предусматривает возможность выполнения полётов гидросамолёта как в экранном, над водной поверхностью, так и в высотном режимах. При разработке предусматривалась возможность эксплуатации и базирования в рамках инфраструктуры уже существующих крупных морских портов.
В принятой в конце 2012 года государственной программе «Развитие авиационной промышленности на 2013—2025 годы» упоминания о проекте отсутствуют.

## Расчётные лётно-технические характеристики
- Размах крыла: 125,51 м;
- площадь крыла: 3184 м²;
- длина: 115,5 м;
- высота: 29,12 м;
- взлётный вес: 2500 т;
- максимальная коммерческая нагрузка: до 1000 т;
- крейсерская скорость полёта:
  - на высотном режиме ― 770 км/ч;
  - на экранном режиме ― 450 км/ч;
- максимальная дальность полёта: 16 000 км.